# Daniel Harding
Daniel Harding (Oxford, 31 de agosto de 1975) es un director de orquesta británico. Actualmente es el director musical de la Orquesta Sinfónica de la Radio Sueca y el principal director invitado de la Orquesta Sinfónica de Londres.

## Vida
A la edad de 17 años, Harding reunió a un grupo de músicos para interpretar Pierrot Lunaire de Arnold Schoenberg, y envió una cinta con la ejecución a Simon Rattle. Después de escucharla, Rattle lo contrató como su director asistente al frente de la Orquesta Sinfónica de la Ciudad de Birmingham por un año, durante la temporada 1993-1994. Por entonces, Harding era un estudiante de la Universidad de Cambridge, pero tras su primer año como universitario, Claudio Abbado, que lo llamaba "mi pequeño genio" lo nombró director asistente de la Orquesta Filarmónica de Berlín, con la que debutó en el Festival de Berlín de 1996.

## Carrera
En 1994 Harding realizó su debut profesional al frente de Orquesta Sinfónica de la Ciudad de Birmingham. 
En su primera dirección en los Proms en 1996, fue  el más joven director en actuar. En 1997, Harding fue el director de Música del Ojai Music Festival, junto al pianista Emanuel Ax. 
Entre 1997 y 2000 fue director principal de la Orquesta Sinfónica de Trondheim, Noruega, cargo que simultaneó con el de principal director invitado de la Sweden's Norrköping Symphony (1997-2003) y el de director musical de la Deutsche Kammerphilharmonie Bremen (1997-2003). Con esta última orquesta realizó sus primeras grabaciones discográficas.
En 2003 se convirtió en el primer director musical de la Orquesta de Cámara Mahler, conjunto fundado por su antiguo mentor Claudio Abbado de la que ahora es director laureado. Ese mismo año debutó en el Festival de Salzburgo al frente de la Orquesta Estatal Sajona de Dresde (Dresden Staatskapelle). En 2005 dirigió la noche de apertura en Teatro de La Scala de Milán en Idomeneo, como sustituto, después de la dimisión de Riccardo Muti.
En 2004, Harding fue nombrado director invitado principal de la Orquesta Sinfónica de Londres (LSO). Uno de sus proyectos con la LSO es el Sound Aventures un programa para composiciones nuevas. Con la LSO,  ha dirigido un registro de la ópera Billy Budd para EMI Classics. Se convierte en el director Principal de la Orquesta Sinfónica de la Radio Sueca en 2007. En septiembre de 2009 extienda su contrato como director principal de la orquesta hasta 2012. En abril de 2013 la orquesta anunció la extensión de su contrato hasta 2015. Con la orquesta ha grabado para el sello Sony Classical.
Su estilo de dirección, muy influido como es lógico por su mentor Claudio Abbado, se caracteriza por la claridad de ideas, la capacidad para transmitirlas con eficacia, la perspicacia para saber que es lo que debe estar en primer plano en cada momento y una visión de conjunto que va más allá de la anécdota y lo convierte en un director muy completo. Su forma de comunicar es muy adecuada tanto hacia adelante, hacia los músicos, como hacia atrás, hacia el público. Respecto a la dirección comenta que en realidad el poder de un director reside en su capacidad para hacer poderosos a sus músicos y hacer que consigan vivir las partituras al unísono de acuerdo con la visión del intérprete, director y en su caso solista. 
Desde septiembre de 2010, Harding es consejero musical de la NJP (New Japan Philharmonic)".  Y desde abril de 2012, Harding también es el director Artístico del Ohga Hall en Karuizawa, Japón. En junio de 2015, la Orquesta de París anunció la contratación de Harding como su 9.º director principal, desde septiembre de 2016.

## Discografía selecta
- Bartók: Conciertos para violín n.º 1 & 2. Isabelle Faust, Sinfónica de la Radio Sueca (2013 Harmonia Mundi).
- Beethoven: Conciertos para piano n.º 3 & 4. Maria João Pires, Sinfónica de la Radio Sueca (2014 Onyx).
- Beethoven: Concierto Emperador; Schumann: Fantasy. Yundi Li, Filarmónica de Berlín (2014 Mercury, DG).
- Beethoven: Oberturas. Deutsche Kammerphilharmonie Bremen (1999 EMI, Erato).
- Brahms: Concierto para violín, Sexteto de cuerda n.º 2. Isabelle Faust, Orquesta de Cámara Mahler (2011 Harmonia Mundi).
- Brahms: Sinfonías n.º 3 & 4. Deutsche Kammerphilharmonie Bremen (2001 Erato, Warner).
- Brahms, Berg Conciertos para violín. Orquesta Filarmónica de Viena (2012 EMI, Erato).
- Britten: Billy Budd. Ian Bostridge, Nathan Gunn, Gidon Saks, Neal Davies, Jonathan Lemalu, Matthew Rose, LSO (2008 Virgin Classics, EMI) Grammy a la mejor grabación de ópera 2010.
- Britten: The Turn of the Screw. Ian Bostridge, Joan Rodgers, Orquesta de Cámara Mahler (2002 EMI, Erato).
- Britten: Serenade for tenor, horn & strings etc. Ian Bostridge, Ingo Metzmacher, Marie-Luise Neunecker, Orquesta Sinfónica de Bamberg, Britten Sinfonia (1999 EMI, Warner).
- Chaikovski: Concierto para violín; Souvenir d'un lieu cher. Jansen, Harding, Mahler CO (2008 Decca).
- Dvořák: Conciertos para violonchelo. Steven Isserlis, Orquesta de Cámara Mahler (2013 Hyperion).
- Mahler: Sinfonía n.º 4. Orquesta de Cámara Mahler (2005 EMI, Erato).
- Mahler: Sinfonía n.º 10. Harding, WPO (2007 DG).
- Mendelssohn & Schumann: Conciertos para violín. Renaud Capuçon, Orquesta de Cámara Mahler (2004 Erato, Warner).
- Mozart: Don Giovanni. Carmela Remigio, Lisa Larsson, Mark Padmore, Véronique Gens, Orquesta de Cámara Mahler (2000 EMI, Virgin, Erato).
- Orff: Carmina Burana. Christian Gerhaher, Patricia Petibon, Hans-Werner Bunz, Coro de niños de Tölz, Coro y Orquesta Sinfónica de la Radio de Baviera (2010 DG).
- Strauss, R.: Sinfonía alpina. Saito Kinen Orchestra (2014 Saito Kinen Festival, Decca).
- Szymanowski: Concierto para violín n.º 1. Nicola Benedetti, LSO (2005 DG).
- Chaikovski: Concierto para violín. Janine Jansen, Orquesta de Cámara Mahler (2013 Decca).
- Chaikovski & Mendelssohn: Conciertos para violín. Ray Chen, Sinfónica de la Radio Sueca (2012 Sony).
- Amoureuses. Patricia Petibon, Concerto Köln (2003 DG).
- Romantische Arien. Christian Gerhaher, Sinfónica de la Radio de Baviera (2012 Sony).
- Le Boeuf sur le toit. Renaud Capuçon, Deutsche Kammerphilharmonie Bremen (2001 Erato, Warner).